# Enniscorthy
Enniscorthy (in irlandese: Inis Córthaidh) è una cittadina nella contea di Wexford, in Irlanda.